# Ніккі Белла
Ніколь Стефані Гарсія-Колас (англ. Nicole Stephanie Garcia-Colace; нар.21 листопада 1983, Сан-Дієго, Каліфорнія, США) — американська модель та професійна реслерка, яка виступає в WWE під псевдонімом Ніккі Белла у команді Близнята Белла. Колишня чемпіонка дів WWE. У 2011 році звільнилась з WWE, але в березні 2013 повернулась в компанію. Має сестру-близнючку Брі.

## Кар'єра в професійному реслінгу

### Florida Championship Wrestling
Ніккі і її сестра-близнючка Брі Белла підписали контракт з World Wrestling Entertainment (WWE) у червні 2007 року і були направлені в підготовчу федерацію Florida Championship Wrestling (FCW).

### WWE
Незадовго до свого звільнення 30 квітня 2012 року стала чемпіонкою Дів WWE

### Повернення в WWE
11 березня 2013 Ніккі і Брі повернулися в WWE і взяли участь в закулісному сегменті з Кейтлін, Коді Роудсом і Деміеном Сендоу. Наступним сегментом була розмова з близнючками Наомі і Кемерон, після чого Белла напали на них. 27 березня на шоу Main Event перемогли Кемерон і Наомі. На RAW від 1 квітня знову перемогли Камерон і Наомі. 18 листопада на RAW пройшов жіночий матч типу «Співаючі стільці» (англ. Divas Musical Chairs) між Наталією, Наомі, Саммер Рей, Кемерон, Джо-Джо, Євою Марі, Алішою Фокс, Аксаною, близнючками Белла (Брі і Ніккі Белла), Розою Мендес і Кейтлін. Першою вилетіла Наталія, другою — Аліша Фокс. Після цього почалася масова бійка дів, переможцями з якої вийшли реслерші з Total Divas.

## Особисте життя
Ніккі зустрічалась з реслером WWE Джоном Сіною з 2012 по 2018 рік.
З 10 епізоду Total Divas стало відомо, що Ніккі розлучена. Вона вступила в шлюб у 20 років і розлучилася у 23, при цьому приховуючи все від сім'ї.

## В реслінгу
Фінішер
- Nikki Rack Attack

Улюблені прийоми
- Abdominal stretch transitioned into an chin lock
- Arm drag
- Diving crossbody
- Dropkick

Музичні теми
- «You Can Look (But You Can't Touch)» від Kim Sozzi і Jim Johnston[

## Титули і нагороди
Pro Wrestling Illustrated
- PWI ставить Ніккі #32 з топ 50 реслерок у 2013 році

Wrestling Observer Newsletter
- Найгірший матч року (2013) з Камерон, Євою Марією, ДжоДжо, Наомі і Наталіею vs. Ей Джей Лі, Аксана, Кейтлін, Алісією Фокс, Роза Мендес, Саммер Рей і Таміною Снука.

WWE
- Чемпіонка Дів WWE (1 раз)